# Horochiv
Horochiv (in ucraino Горохів?, in russo Горохов?, in polacco Horochów) è una città ucraina (8 925 abitanti), nel distretto di Luc'k, nell'oblast' di Volinia. Ospita l'amministrazione della comunità territoriale di Horochiv, una delle comunità territoriali dell'Ucraina.
Fino al 18 luglio 2020 Horochiv era il centro amministrativo del distretto di Horochiv. Come parte della riforma amministrativa che ha ridotto a quattro il numero dei distretti dell'oblast' di Volinia, il distretto di Horochiv venne fuso nel distretto di Luc'k.
Fondata nel 1240, nel  2013 aveva circa 10.000 abitanti.